# شلي اوبريغ
شلي اوبريغ (بالإنجليزية: Chli Aubrig)‏ هو أحد جبال سلسلة الألب السويسرية وجزء من القمة الأم غروس أوبريغ يقع في كانتون شفيتس, سويسرا. يبلغ ارتفاع الجبل حوالي 1642 متر، بينما يبلغ ارتفاع نتوء الجبل 201 متر.